# Station Vreeland
Station Vreeland is een voormalig spoorwegstation aan de Rhijnspoorweg. Vreeland is een dorp in de huidige gemeente Stichtse Vecht in de Nederlandse provincie Utrecht. Het station lag op kilometer 16, tussen de huidige stations Abcoude en Breukelen. Het station is gelijk met de oplevering van de spoorlijn Amsterdam-Utrecht geopend op 18 december 1843, onder de naam Loenen-Vreeland maar lag vlak bij Loenersloot. In 1928 werd dit gewijzigd in Vreeland, het enkele kilometers verderop gelegen station Nieuwersluis werd Nieuwersluis-Loenen. Loenersloot lag echter dichterbij dan Vreeland maar toch werd het station Vreeland genoemd en niet Loenersloot-Vreeland. Station Vreeland is gesloten op 7 september 1944. Het stationsgebouw, van het Standaardtype Harmelen, is gebouwd in 1890 en is gesloopt in 1960.
Het station lag iets ten noorden van de plaats waar nu de N201 de spoorlijn kruist; dus vlak bij Loenersloot in de huidige gemeente Stichtse Vecht. De N201 of Vreelandseweg is in 1844 ontworpen om Hilversum en de tussenliggende gemeenten te verbinden met het spoor. Station Vreeland lag 12 kilometer van het centrum van Hilversum. De spoorlijn van Amsterdam naar Hilversum bestond toen nog niet. 